# Петрівська фортеця (Українська лінія)
Петрівська фортеця (Фортеця святого Петра, до 1738 року Донецька) — фортеця, споруджена у 1731 році за зразковим проєктом фортець Української лінії. Розташована в селі Петрівське, Балаклійського району, Харківської області. Названа на честь святого Петра.
При фортеці знаходився Перший батальйон Тамбовського ландміліційного полку.

## Історія

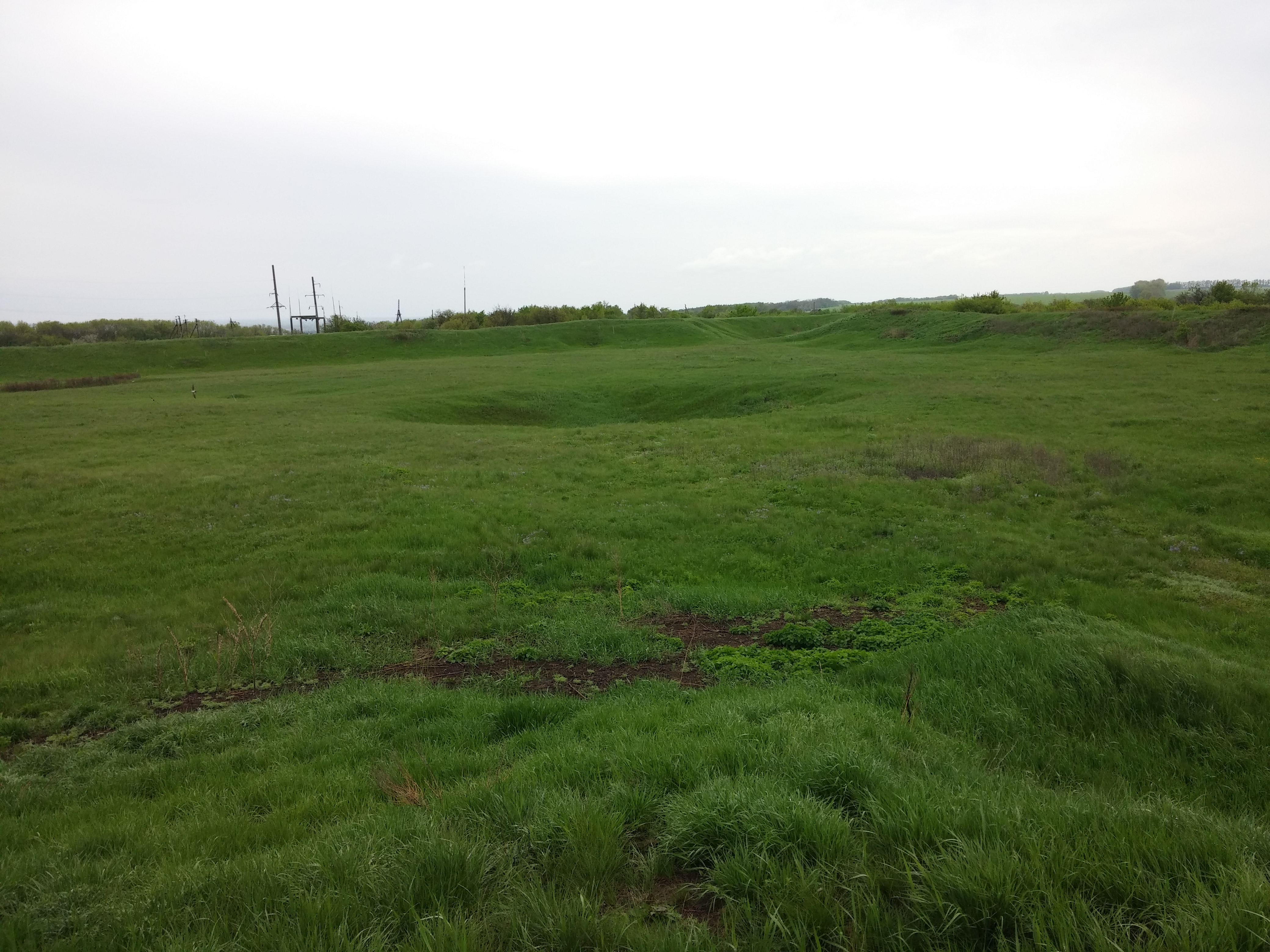
Залишки колодязя на подвір'ї фортеці

Фортеця святого Петра входила до системи укріплень Української лінії, побудованої в 1731—1742 роках для оборони південних кордонів Російської імперії. Українська лінія складалася з 16 фортець, земляного валу і сухого рову, посилених палісадом, редутами, реданом, блокгаузом та форпостами. Будівництво фортець здійснювалося за затвердженим планом і проектами, розробленими Військовою колегією. Однак в повному обсязі будівництво укріплень виконано не було.
Першою на східному фланзі Лінії розташована Донецька фортеця, яка в 1738 року була перейменована на фортецю святого Петра (Петрівську).

## Архітектура
Фортеця земляна, прямокутна в плані, з чотирма бастіонами. Площа фортечного двору понад 1,4 га. Протяжність фортеці по гребеню валу становить близько 880 м. Висота фортечного валу 3,5 м. У центрі фортечного двору сліди колодязя. У північній куртині розташований в'їзд до фортеці, південна посилена равеліном, спрямованим до річки Сіверський Донець. Фортеця оточена сухим ровом. Петрівська фортеця з'єднувалася валом і ровом з другою на лінії Тамбовською фортецею.